# Сен-Жорж-де-л'Ояпок (округ)
Округ Сен-Жорж-де-л'Ояпок (фр. Arrondissement de Saint-Georges) — округ у Франції, в департаменті Французька Гвіана. 2023 року округ об'єднував 4 муніципалітети, населення становило 7307 осіб.
Адміністративний центр (супрефектура) — Сен-Жорж-де-л'Ояпок.

## Муніципалітети
Список муніципалітетів округу та їхні коди INSEE:
1. Камопі
2. Режина
3. Сен-Жорж-де-л'Ояпок
4. Уанарі